# Heriaeus pilosus
Heriaeus pilosus är en spindelart som beskrevs av Josef Nosek 1905. Heriaeus pilosus ingår i släktet Heriaeus och familjen krabbspindlar.
Artens utbredningsområde är Turkiet. Inga underarter finns listade i Catalogue of Life.